# III liga polska w piłce nożnej, grupa podlasko-warmińsko-mazurska (2013/2014)
III liga, grupa podlasko-warmińsko-mazurska, sezon 2013/2014 – 6. edycja rozgrywek czwartego poziomu ligowego piłki nożnej mężczyzn w Polsce po reorganizacji lig w 2008 roku. Brało w niej udział 18 drużyn z województwa podlaskiego i województwa warmińsko-mazurskiego. Walczyły one o miejsce w barażach do II ligi. Ostatnie zespoły spadły odpowiednio do grup: podlaskiej i warmińsko-mazurskiej IV ligi. Opiekunem ligi był Warmińsko-Mazurski Związek Piłki Nożnej.
Sezon ligowy rozpoczął się w 10 sierpnia 2013 roku, a ostatnie mecze rozegrane zostały 8 czerwca 2014 roku.

## Zasady rozgrywek
Zmagania w lidze toczą się systemem kołowym w dwóch rundach – jesiennej i wiosennej. Każda z drużyn rozgrywa z pozostałymi po 2 mecze. Zwycięzca otrzymuje możliwość gry w barażach o II ligę.
Do ligi awansuje mistrz i wicemistrz IV ligi z grupy podlaskiej oraz mistrz i wicemistrz IV ligi z grupy warmińsko-mazurskiej. Drużyny, które po zakończeniu rozgrywek zajmą w tabeli odpowiednio 14, 15, 16, 17 i 18 miejsce, spadają do właściwej terytorialnie IV ligi i będą w kolejnym sezonie występować w IV lidze. Liczba drużyn spadających z III ligi ulega zwiększeniu o liczbę drużyn, które spadną z II ligi zgodnie z przynależnością terytorialną do Podlaskiego lub Warmińsko-Mazurskiego ZPN.
Drużyna, które zrezygnuje z uczestnictwa w rozgrywkach, degradowana jest o 2 klasy rozgrywkowe i przenoszona na ostatnie miejsce w tabeli (jeśli rozegrała przynajmniej 50% spotkań sezonu; wtedy mecze nierozegrane weryfikowane są jako walkowery 0:3 na niekorzyść drużyny wycofanej) lub jej wyniki zostają anulowane. Z rozgrywek eliminowana – i również degradowana o 2 klasy rozgrywkowe – jest drużyna, która nie rozegra z własnej winy 3 spotkań sezonu.
Kolejność w tabeli ustala się według liczby zdobytych punktów. W przypadku uzyskania równej liczby punktów przez dwie drużyny, o zajętym miejscu decydują:
a) liczba zdobytych punktów w spotkaniach bezpośrednich,
b) korzystniejsza różnica między zdobytymi i utraconymi bramkami w spotkaniach bezpośrednich,
c) przy uwzględnieniu reguły UEFA, że bramki strzelone na wyjeździe liczone są podwójnie, korzystniejsza różnica między zdobytymi i utraconymi bramkami w spotkaniach bezpośrednich,
d) korzystniejsza różnica bramek we wszystkich spotkaniach z całego cyklu rozgrywek,
e) większa liczba bramek zdobytych we wszystkich spotkaniach z całego cyklu.
W przypadku, gdy dwoma zespołami o jednakowej liczbie punktów są zespoły, których kolejność decyduje o awansie lub spadku, stosuje się wyłącznie zasady określone w punktach a, b i c, a jeżeli one nie rozstrzygną kolejności, zarządza się spotkanie barażowe na neutralnym boisku, wyznaczonym przez Wydział Gier PZPN.
Przy więcej niż dwóch zespołach przeprowadza się dodatkową punktację pomocniczą spotkań wyłącznie między zainteresowanymi drużynami, kierując się kolejno zasadami podanymi punktach a, b, c, d oraz e.
| Uczestnicy poprzedniej edycji | Uczestnicy poprzedniej edycji | Uczestnicy poprzedniej edycji | Uczestnicy poprzedniej edycji |
| ----------------------------- | ----------------------------- | ----------------------------- | ----------------------------- |
| MRĄ                           | Mrągowia Mrągowo              | 2                             |                               |
| PŁE                           | Płomień Ełk                   | 3                             |                               |
| WIS                           | Wissa Szczuczyn               | 5                             |                               |
| STD                           | Start Działdowo               | 6                             |                               |
| SOS                           | Sokół Ostróda                 | 7                             |                               |
| KOR                           | MKS Korsze                    | 8                             |                               |
| ŁOM                           | ŁKS 1926 Łomża                | 9                             |                               |
| DĄB                           | Dąb Dąbrowa Białostocka       | 10                            |                               |
| HMG                           | Huragan Morąg                 | 11                            |                               |
| KĘT                           | Granica Kętrzyn               | 12                            |                               |
| TBP                           | Tur Bielsk Podlaski           | 13                            |                               |
| MOL                           | Motor Lubawa                  | 14                            |                               |
| WAR                           | Warmia Grajewo                | 151                           |                               |

| Awans z IV ligi 2012/2013 | Awans z IV ligi 2012/2013 | Awans z IV ligi 2012/2013 | Awans z IV ligi 2012/2013 |
| ------------------------- | ------------------------- | ------------------------- | ------------------------- |
| grupa podlaska            |                           |                           |                           |
| MOŃ                       | Promień Mońki             | 1                         |                           |
| NAR                       | LZS Narewka               | 3²                        |                           |
| grupa warmińsko-mazurska  |                           |                           |                           |
| BAT                       | Barkas Tolkmicko          | 1                         |                           |
| ZBP                       | Znicz Biała Piska         | 2                         |                           |

| Uczestnicy dołączeni do ligi | Uczestnicy dołączeni do ligi | Uczestnicy dołączeni do ligi | Uczestnicy dołączeni do ligi |
| ---------------------------- | ---------------------------- | ---------------------------- | ---------------------------- |
| JA2                          | Jagiellonia II Białystok     | PZPN³                        |                              |

Objaśnienia:
1. Zespół utrzymał się w miejsce Olimpii 2004 Elbląg.
2. Zespół zastąpił wicemistrza ligi podlaskiej – Gryfa Gródek.
3. Zgodnie z uchwałą PZPN o rozwiązaniu Młodej Ekstraklasy, rezerwy drużyn grających w najwyższej klasie rozgrywkowej mają wrócić do lig, w których grały przed jej utworzeniem[4].

## Tabela
| Lp. | Drużyna                  | M  | Z  | R  | P  | Bramki | Bramki | Różn. | Pkt | Uwagi                     | Bezpośrednio |
| --- | ------------------------ | -- | -- | -- | -- | ------ | ------ | ----- | --- | ------------------------- | ------------ |
| 1   | Sokół Ostróda (M)        | 34 | 24 | 2  | 8  | 80     | 32     | +48   | 74  |                           |              |
| 2   | MKS Korsze               | 34 | 22 | 5  | 7  | 78     | 35     | +43   | 71  |                           |              |
| 3   | Płomień Ełk              | 34 | 20 | 8  | 6  | 87     | 47     | +40   | 68  |                           |              |
| 4   | Start Działdowo          | 34 | 19 | 10 | 5  | 59     | 39     | +20   | 67  |                           |              |
| 5   | Jagiellonia II Białystok | 34 | 18 | 6  | 10 | 63     | 46     | +17   | 60  |                           |              |
| 6   | Huragan Morąg            | 34 | 16 | 6  | 12 | 66     | 48     | +18   | 54  |                           |              |
| 7   | Dąb Dąbrowa Białostocka  | 34 | 15 | 9  | 10 | 61     | 45     | +16   | 54  |                           |              |
| 8   | Barkas Tolkmicko2        | 34 | 14 | 9  | 11 | 46     | 41     | +5    | 51  |                           |              |
| 9   | LZS Narewka1 (S)         | 34 | 12 | 8  | 14 | 48     | 56     | −8    | 44  | Spadek do klasy okręgowej |              |
| 10  | Znicz Biała Piska        | 34 | 12 | 7  | 15 | 43     | 46     | −3    | 43  |                           |              |
| 11  | Warmia Grajewo           | 34 | 11 | 6  | 17 | 37     | 56     | −19   | 39  |                           |              |
| 12  | ŁKS 1926 Łomża           | 34 | 10 | 9  | 15 | 49     | 65     | −16   | 39  |                           |              |
| 13  | Tur Bielsk Podlaski (S)  | 34 | 10 | 7  | 17 | 33     | 56     | −23   | 37  | Spadek do IV ligi         |              |
| 14  | Mrągowia Mrągowo (S)     | 34 | 10 | 6  | 18 | 44     | 62     | −18   | 36  | Spadek do IV ligi         |              |
| 15  | Motor Lubawa (S)         | 34 | 8  | 10 | 16 | 42     | 63     | −21   | 34  | Spadek do IV ligi         |              |
| 16  | Wissa Szczuczyn (S)      | 34 | 8  | 8  | 18 | 46     | 75     | −29   | 32  | Spadek do IV ligi         |              |
| 17  | Granica Kętrzyn (S)      | 34 | 6  | 9  | 19 | 39     | 66     | −27   | 27  | Spadek do IV ligi         |              |
| 18  | Promień Mońki (S)        | 34 | 5  | 7  | 22 | 21     | 64     | −43   | 22  | Spadek do IV ligi         |              |

Aktualne na 8 czerwca 2014. Źródło: 90minut.pl (pol.) 
Oznaczenia: (M) – tytuł mistrzowski, (A) – awans, (S) – spadek, (B) – baraże.
Zasady ustalania kolejności: 1. liczba zdobytych punktów w całym cyklu rozgrywek; 2. liczba punktów zdobyta w meczach bezpośrednich; 3. różnica bramek w meczach bezpośrednich; 4. różnica bramek w meczach bezpośrednich – bramki zdobyte na wyjeździe liczone podwójnie; 5. różnica bramek w całym cyklu rozgrywek; 6. liczba zdobytych bramek w całym cyklu rozgrywek. 
Bezpośrednio: stosowane, gdy dwie lub więcej drużyn mają identyczny dorobek punktowy.
Objaśnienia:
1LZS Narewka zgłosiła się na sezon 2014/2015 do klasy okręgowej, w związku z czym dodatkowo utrzymał się ŁKS 1926 Łomża.

## Wyniki
| Gospodarz \ Gość         | BAT   | DĄB | KĘT   | HMG | JA2 | NAR | ŁOM | KOR | MOL | MRĄ | PŁE | MOŃ | SOS | STD | TBP | WAR | WIS | ZBP |
| Barkas Tolkmicko         |       | 1:0 | 2:0   | 1:0 | 2:2 | 1:0 | 2:0 | 0:0 | 1:0 | 2:1 | 1:1 | 6:0 | 0:0 | 1:1 | 1:3 | 3:0 | 1:1 | 4:0 |
| Dąb Dąbrowa Białostocka  | 1:1   |     | 2:0   | 4:2 | 1:2 | 3:1 | 1:0 | 1:2 | 5:1 | 2:0 | 0:0 | 5:1 | 1:2 | 1:1 | 3:1 | 2:0 | 2:2 | 1:1 |
| Granica Kętrzyn          | 2:1   | 2:0 |       | 2:3 | 3:3 | 0:3 | 0:0 | 1:2 | 2:2 | 0:1 | 1:2 | 2:1 | 0:4 | 3:3 | 0:0 | 0:1 | 0:0 | 0:2 |
| Huragan Morąg            | 5:0   | 3:1 | 4:0   |     | 0:1 | 0:0 | 2:2 | 3:0 | 0:3 | 2:3 | 1:2 | 1:0 | 2:1 | 0:1 | 4:1 | 3:1 | 1:2 | 4:1 |
| Jagiellonia II Białystok | 0:2   | 3:0 | 4:2   | 0:1 |     | 4:0 | 1:1 | 1:2 | 1:1 | 4:0 | 1:0 | 2:2 | 2:1 | 1:2 | 0:2 | 4:2 | 4:0 | 1:0 |
| LZS Narewka              | 1:0   | 1:1 | 0:2   | 2:2 | 2:0 |     | 1:1 | 0:2 | 4:0 | 0:2 | 1:7 | 4:0 | 1:3 | 3:0 | 2:0 | 3:0 | 1:2 | 2:2 |
| ŁKS 1926 Łomża           | 3:0wo | 4:2 | 0:3wo | 3:1 | 3:5 | 1:2 |     | 1:1 | 1:0 | 2:3 | 1:2 | 1:0 | 3:2 | 2:2 | 1:1 | 1:1 | 2:2 | 2:1 |
| MKS Korsze               | 3:0wo | 4:2 | 4:0   | 1:1 | 3:0 | 1:0 | 6:1 |     | 3:1 | 3:1 | 1:3 | 3:1 | 0:2 | 0:1 | 4:0 | 1:1 | 4:1 | 2:0 |
| Motor Lubawa             | 0:3   | 2:2 | 4:0   | 2:2 | 0:1 | 1:1 | 2:1 | 0:5 |     | 2:2 | 1:1 | 3:0 | 2:6 | 1:3 | 1:1 | 3:0 | 3:1 | 0:0 |
| Mrągowia Mrągowo         | 2:2   | 1:3 | 3:2   | 2:3 | 2:3 | 2:1 | 2:0 | 2:4 | 2:1 |     | 1:2 | 1:0 | 0:3 | 0:1 | 0:0 | 2:2 | 1:2 | 3:1 |
| Płomień Ełk              | 1:0   | 2:2 | 3:3   | 0:2 | 2:2 | 6:2 | 4:1 | 0:2 | 3:0 | 2:0 |     | 8:1 | 1:2 | 3:2 | 4:0 | 0:2 | 5:2 | 2:1 |
| Promień Mońki            | 1:1   | 1:3 | 1:0   | 0:1 | 1:2 | 0:1 | 0:1 | 0:2 | 1:0 | 2:1 | 2:2 |     | 0:3 | 0:0 | 2:0 | 0:0 | 1:1 | 0:1 |
| Sokół Ostróda            | 3:0   | 0:2 | 3:2   | 1:5 | 3:1 | 7:1 | 5:0 | 2:0 | 4:0 | 3:2 | 1:3 | 3:0 |     | 1:0 | 0:0 | 3:1 | 1:0 | 1:0 |
| Start Działdowo          | 5:1   | 1:0 | 1:1   | 3:2 | 1:0 | 0:0 | 3:1 | 1:6 | 4:1 | 1:1 | 3:3 | 2:0 | 1:0 |     | 2:1 | 0:4 | 4:1 | 2:0 |
| Tur Bielsk Podlaski      | 2:1   | 1:3 | 1:0   | 2:2 | 3:1 | 1:0 | 0:3 | 2:1 | 0:2 | 1:0 | 2:3 | 2:1 | 0:2 | 0:5 |     | 0:1 | 1:2 | 0:0 |
| Warmia Grajewo           | 1:0   | 1:2 | 2:2   | 1:0 | 0:3 | 2:3 | 3:1 | 0:4 | 0:2 | 0:0 | 1:2 | 2:1 | 0:2 | 0:1 | 3:2 |     | 1:0 | 1:3 |
| Wissa Szczuczyn          | 2:3   | 1:2 | 1:3   | 2:3 | 1:2 | 1:4 | 1:5 | 2:2 | 1:1 | 3:1 | 2:6 | 0:0 | 1:6 | 0:1 | 0:3 | 2:1 |     | 2:1 |
| Znicz Biała Piska        | 0:2   | 1:1 | 3:1   | 3:1 | 1:2 | 2:2 | 3:0 | 4:0 | 2:0 | 2:0 | 3:2 | 0:1 | 1:0 | 1:1 | 2:0 | 1:2 | 0:4 |     |

Aktualne na 8 czerwca 2014. Źródło: 90minut
Objaśnienia:
1Drużyna gospodarzy jest wymieniona po lewej stronie tabeli.
Kolory: zielony – zwycięstwo gospodarzy, żółty – remis, różowy – zwycięstwo gości.
Mistrz jesieni 2013/2014: Płomień Ełk
Kwalifikacja do baraży o II ligę: Sokół Ostróda
Spadek do IV ligi: Tur Bielsk Podlaski, Mrągowia Mrągowo, Motor Lubawa, Wissa Szczuczyn, Granica Kętrzyn, Promień Mońki
Spadek do klasy okręgowej: LZS Narewka